# Stanny Van Paesschen
Stanny Van Paesschen (Ekeren, 24 april 1957) is een Belgisch springruiter. 

## Levensloop
Hij nam drie keer deel aan de Olympische Spelen zowel in team als individueel. Bij zijn eerste deelname (in 1976 won hij een bronzen medaille in de jumping per ploeg samen met Edgard-Henri Cuepper, Eric Wauters en François Mathy.
Van Paesschen werd samen met zijn zus en zijn vader in maart 2004 schuldig bevonden aan fiscale fraude. Ze lieten het na geld dat ze gewonnen hadden bij wedstrijden midden jaren 80 aan te geven aan de fiscus. Ze kregen elk een boete van € 5000. Zijn zoon Constant is eveneens actief in de paardensport.

## Erelijst
- 1976

3e Olympische Spelen, team
finale Olympische Spelen, individueel
- 1987

1e Grand Prix in Mechelen, individueel met 'Intermezzo'
- 1989

6e Europees kampioenschap, team met 'Intermezzo'
- 1995

5e Europees kampioenschap, team met 'Mulga Bill'
8e Europees kampioenschap, individueel met 'Mulga Bill'
1e Grand Prix in Luik, individueel met 'Mulga Bill'
- 1996

13e Olympische Spelen, team met 'Mulga Bill'
finale Olympische Spelen, individueel
- 2000

1e Grand Prix in Diest, individueel met 'Indecis des Six Censes'
- 2001

1e World Cup in Verona, individueel met 'O de Pomme'
1e Grand Prix in Catania met 'O de Pomme'
- 2003

4e Europees kampioenschap, team met 'O de Pomme'
- 2004

6e Olympische Spelen, team met 'O de Pomme'
finale Olympische Spelen, individueel